# Duo Fasano
Pour les articles homonymes, voir Fasano (homonymie).
|                        |  |                     |
| Delfina Fasano (1951). |  | Dina Fasano (1951). |

Duo Fasano est un duo de musique et de chant pop italien, principalement actif dans les années 1950. Le duo est composé des sœurs jumelles Secondina Dina Fasano (21 septembre 1924 - 24 novembre 1996) et Terzina Delfina Fasano (21 septembre 1924 - 15 décembre 2004),.

## Carrière
Nées à Turin, filles d'un vendeur de tissus et d'une librairie, les deux sœurs ont fréquenté l'école normale. Après avoir été auditionnées par l’EIAR, elles ont commencé à se produire au début des années 1940 dans l’orchestre dirigé par Carlo Prato (it),. Après la guerre, elles consolident leur succès en adoptant le répertoire du Trio Lescano et en entrant dans l'orchestre dirigé par Cinico Angelini,.
En 1951, le duo fait partie des trois seuls artistes, avec Nilla Pizzi et Achille Togliani, à participer à la première édition du Festival de musique de Sanremo. Il revient au festival quatre autres fois, entre 1952 et 1958,.
Dans les années 1960, les sœurs ouvrent un atelier de perruques dans leur ville natale, limitant leurs activités musicales aux tournées et spectacles internationaux,. Dans les années 1970, elles collaborent avec Paolo Conte en utilisant des pseudonymes,.